# Selenicereus wercklei
Selenicereus wercklei ist eine Pflanzenart in der Gattung Selenicereus aus der Familie der Kakteengewächse (Cactaceae). Das Artepitheton wercklei ehrt den deutschen Botaniker Karl Wercklé (1860–1924).

## Beschreibung
Selenicereus wercklei wächst epiphytisch mit reich verzweigten Trieben. Die hellgrünen, schlanken, fast drehrunden Triebe besitzen zahlreiche Luftwurzeln. Sie sind 1 bis 2 Meter lang und erreichen Durchmesser von 1 bis 2 Zentimetern. Die 8 bis 12 Rippen sind sehr flach. Die erhabenen Areolen tragen ein Wollbüschel. Dornen sind nicht vorhanden.
Die Blüten sind 15 bis 16 Zentimeter lang. Die äußeren Blütenhüllblätter sind grünlich weiß mit einer magentafarbenen Basis. Die inneren Blütenhüllblätter sind weiß mit einer leuchtend magentafarbenen Basis. Das Perikarpell und die Blütenröhre sind bedornt. Die gelben, eiförmigen Früchte tragen braune Dornen.

## Verbreitung und Systematik
Selenicereus wercklei ist in Costa Rica verbreitet.
Die Erstbeschreibung als Cereus wercklei wurde 1902 von Frédéric Albert Constantin Weber veröffentlicht. Nathaniel Lord Britton und Joseph Nelson Rose stellten die Art 1920 in die Gattung Selenicereus. Weitere nomenklatorische Synonyme sind Mediocactus wercklei (F.A.C.Weber) Doweld (2002) und Selenicereus inermis subsp. wercklei (F.A.C.Weber) Gómez-Hin. & H.M.Hern. (2013).

## Nachweise